# Villers-le-Château
Villers-le-Château is een gemeente in het Franse departement Marne (regio Grand Est) en telt 253 inwoners (1999). De plaats maakt deel uit van het arrondissement Châlons-en-Champagne.

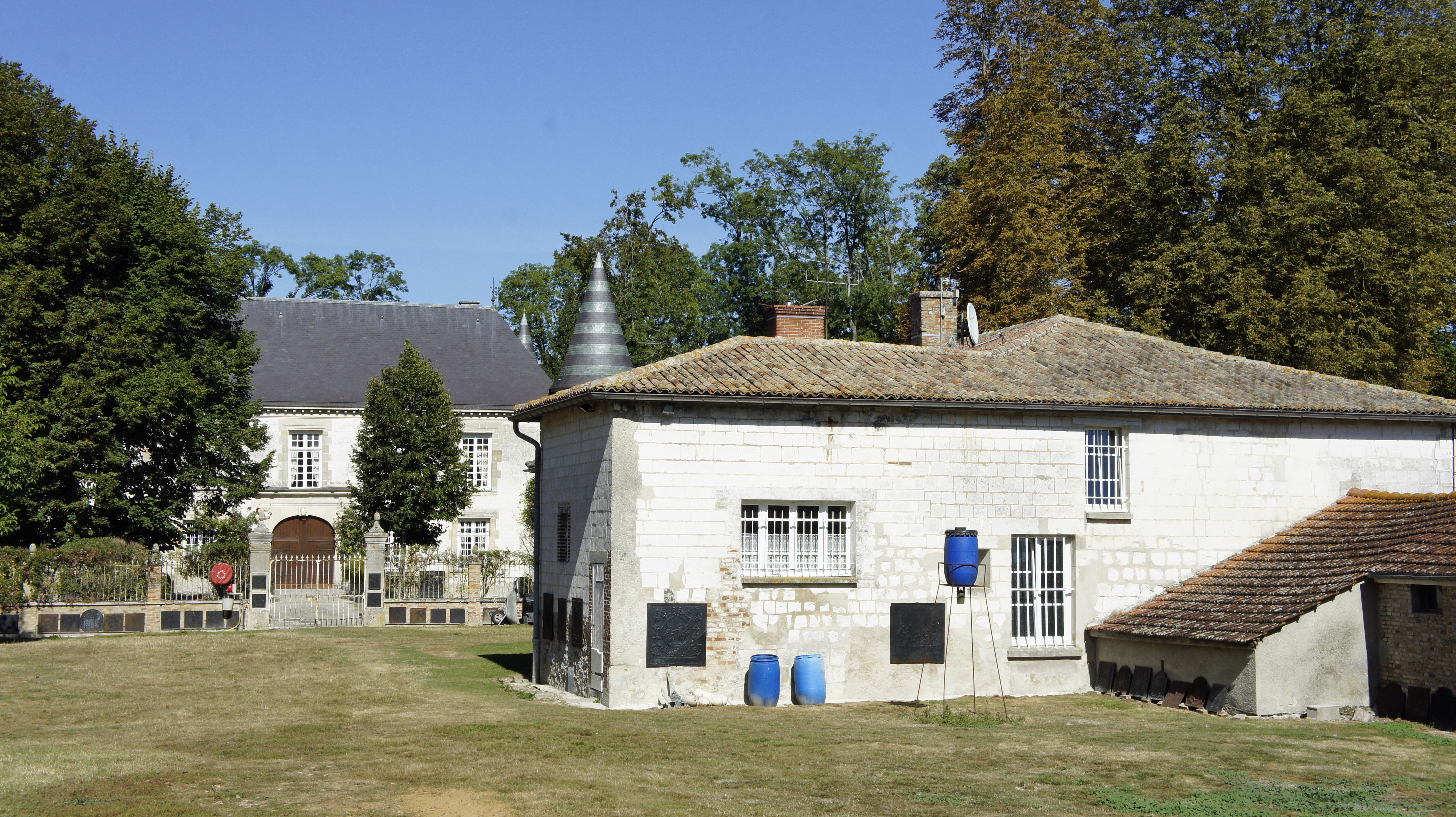
Kasteel van Villers-le-Château
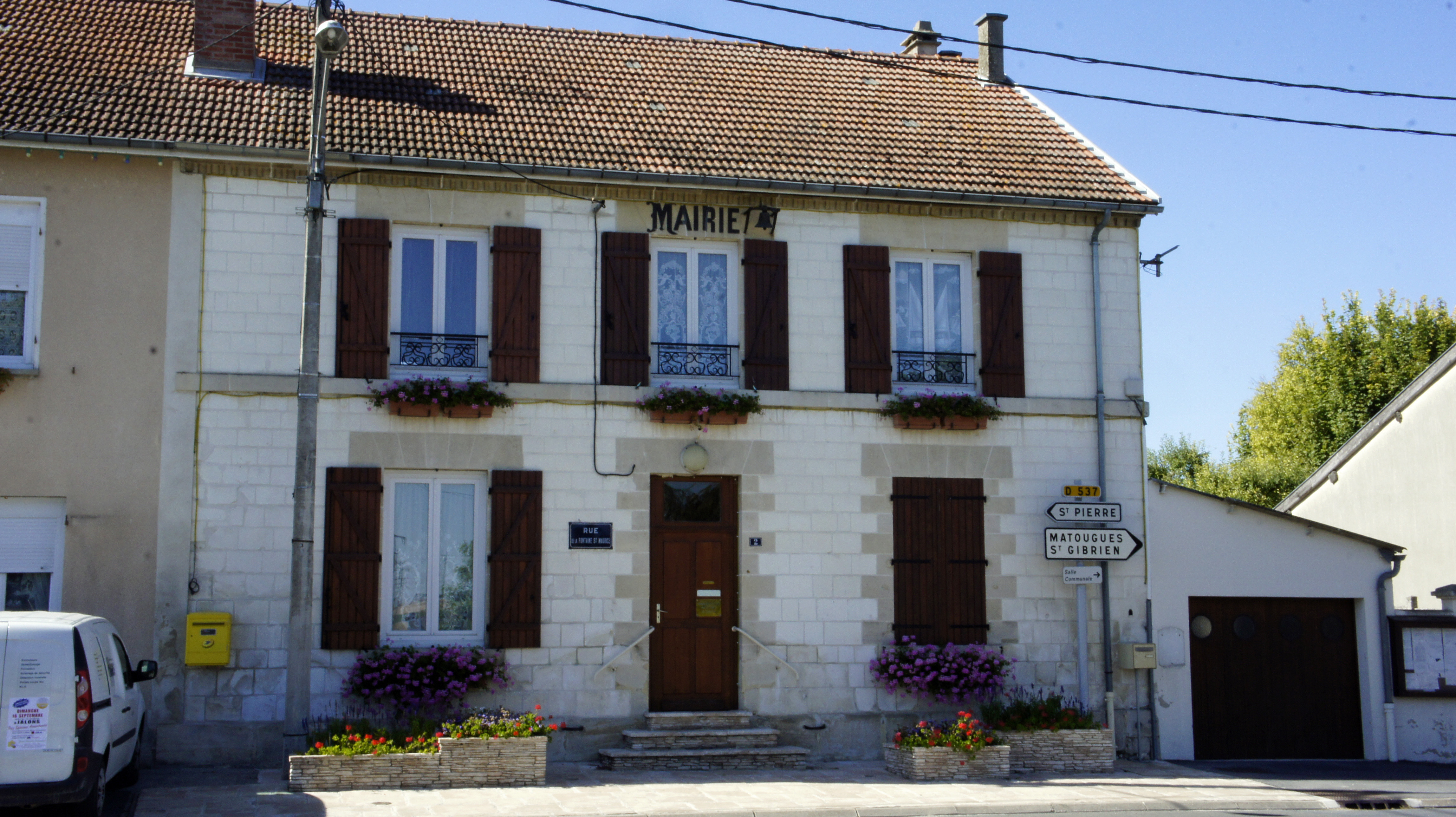
Gemeentehuis

## Geografie
De oppervlakte van Villers-le-Château bedraagt 21,4 km², de bevolkingsdichtheid is 11,8 inwoners per km².
De onderstaande kaart toont de ligging van Villers-le-Château met de belangrijkste infrastructuur en aangrenzende gemeenten.

## Demografie
Onderstaande figuur toont het verloop van het inwonertal (bron: INSEE-tellingen).